# Publieksdiplomatie
De term publieksdiplomatie werd in het begin van de jaren 1960 in de Verenigde Staten gelanceerd om in de moderne diplomatie een nieuwe oriëntatie aan te duiden, die zich in het bijzonder richt op een buitenlands publiek. Publieksdiplomatie is daarmee een mengeling van buitenlandse propaganda, politieke marketing, internationale goodwill
en culturele diplomatie. Het doel is om het imago van het eigen land in de perceptie van andere landen te verbeteren. Tegelijk is publieksdiplomatie ook het studiegebied waarin deze actieve communicatie wordt behandeld binnen verschillende disciplines zoals internationale betrekkingen, strategische studies, diplomatieke studies, public relations, communicatie, en publieke diplomatie als zelfstandig studieobject.
De taak van de “publieke diplomaat” wordt gezien als “de schepper en verspreider van 'memes' (ideeën die circuleren van de ene persoon naar de andere, via een sociaal netwerk), en als een schepper en facilitator van netwerken en relaties.

## Definities
Voor publieksdiplomatie werden uiteenlopende definities gegeven:
- "het communicatieproces van een regering met een buitenlands publiek met de bedoeling begrip te kweken voor de ideeën en idealen van het eigen land, de instellingen en culturen, maar ook voor de nationale doelen en de geldende politieke richtlijnen" (Hans M. Tuch, 1990)[3]
- "de internationale dimensie van activiteiten gericht op het informeren en beïnvloeden van de publieke opinie in andere landen om nationale belangen en waarden te bevorderen" (Jan Melissen, 2005)[4]
- “de activiteiten van een internationale actor om de internationale omgeving te sturen door middel van beïnvloeding van de buitenlandse publieke opinie” (N. Cull, 2007)[2]

## Methoden
In publieksdiplomatie worden uiteenlopende methoden en instrumenten gebruikt en gecombineerd: opiniepeilingen, pleitbezorging, culturele diplomatie, uitwisselingsprogramma’s, wereldomroep, strategische communicatie en langdurige relatienetwerken. In een politieke context spreekt men ook over soft power.

## Geschiedenis
Officiële communicatie gericht op een buitenlands publiek, is bijna zo oud als de diplomatie zelf. Zelfs in de Oudheid hebben prestigebewuste vorsten en hun vertegenwoordigers het belang van de publieke opinie in het buitenland naar waarde geschat. Verwijzingen naar de natie en haar imago gaan zo ver terug als de Bijbel. Ook de internationale gezanten in het Oude Griekenland en het Romeinse Rijk, in Byzantium en tijdens de Italiaanse renaissance waren vertrouwd met diplomatieke activiteiten, gericht op een buitenlands publiek.
In de 20e eeuw nam de publieksdiplomatie een hoge vlucht, in het kader van de Koude Oorlog, waarin beide kampen de wereldopinie voor zich trachtten te winnen.

## Landen
Internationale voorbeelden van publieksdiplomatie dateren van voor de introductie van het concept, en omvatten onder meer:
- De discrete maar effectieve campagne van de Britten om Amerikaanse scepsis tegen deelname aan de Tweede Wereldoorlog te overwinnen, door middel van uitgekiende perscontacten en uitzendingen naar “Amerikaanse smaak” (1939 en 1941).[2][6]
- Het gebruik door de VS van de fototentoonstelling Family of Man over de hele wereld in de jaren 1955-1963.[2]
- De uitwisselingsprogramma’s bij de Frans-Duitse toenadering, 1945-1988.[2]
- Amerikaanse publieke diplomatie ter ondersteuning van de inzet van kernraketten in Europa in de jaren 1980.[2]
- Koeweit huurde een PR-bedrijf in om Amerikaanse kiezers te overtuigen van een interventie tegen Saddam Hoessein (1990).[6]
- De rol van systematisch buitenlands opinieonderzoek bij de rebranding van Zwitserland sinds 2000.[2]
- de Publieksdiplomatie van Israël (1960-heden).